# Lucet (tressage)
Le lucet est un outil utilisé pour confectionner des cordes par tressage. 

## Histoire
L’objet remonte aux périodes viking et médiévale,. Il servait alors pour fabriquer des cordons pour les vêtements, ou pour accrocher des objets à la ceinture.
Des découvertes archéologiques et une description littéraire de lucets suggèrent que son utilisation a diminué après le XIIe siècle, avant de remonter au XVIIe siècle, puis de décliner à nouveau au début du XIXe siècle.
Le lucet moderne est habituellement en bois, et présente deux pointes à une de ses extrémités et une poignée à l’autre. Il peut également comporter un trou à travers lequel le cordon est tiré au fur et à mesure de sa fabrication. Les lucets médiévaux, par contre, pouvaient présenter deux fourches, aucun trou, et étaient souvent faits d’os. Certains étaient conçus à partir d’os tubulaires creusés, de sorte que le cordon puisse être passé à travers l’os.

## Tressage au lucet
Les seuls matériaux requis sont un lucet et de la laine. L’utilisateur peut s’aider d’un bâtonnet ou d’une aiguille pour manipuler plus facilement le fil. Les lucets peuvent être achetés seuls ou en kit ; ils sont parfois conçus pour les enfants.
Pour commencer le travail, le fil est passé dans le trou à l’avant du lucet (s’il y en a un) et la laine est enroulée deux fois en forme de 8 autour de la fourche. Les deux boucles du bas sont ensuite soulevées et passées au-dessus de celles du haut, puis enlevées de la fourche. Le fil est ensuite tiré pour resserrer le nœud. Pour continuer le travail, il suffit de former un nouveau 8 sur le lucet, puis de travailler les boucles du bas et ainsi de suite. Au fur et à mesure du travail, la corde obtenue peut être enroulée autour du lucet. Lorsque la longueur désirée est atteinte, les boucles peuvent être soulevées délicatement de l’instrument, et le travail est arrêté en passant le fil dans les boucles puis en serrant le nœud. L’extrémité du fil peut ensuite être coupée et utilisée pour coudre la corde sur elle-même pour former un cercle fermé ou sur un autre support.
Il s’agit de la technique de base pour fabriquer une corde, mais des variantes existent, permettant de créer des cordons légèrement différents, par exemple bicolores, avec deux fils différents.
Le cordon obtenu peut être utilisé pour décorer des bordures, ou comme une ficelle pour resserrer un vêtement ou construire un laçage.